# Aziza Mustafa Zadeh

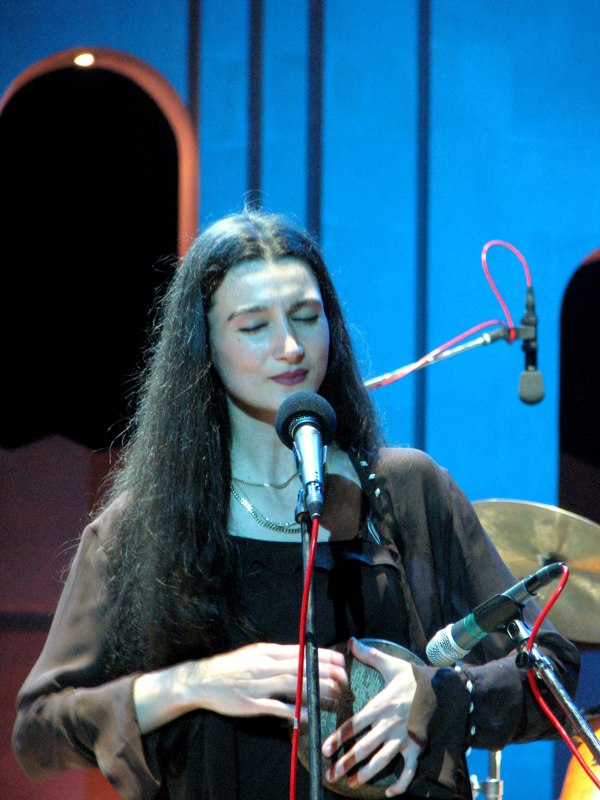
Aziza Mustafa Zadeh auf dem Baku Jazz Festival 2007

Aziza Mustafa Zadeh (aserbaidschanisch Əzizə Mustafazadə; veraltet: Äzizä Mustafazadä, * 19. Dezember 1969 in Baku, Aserbaidschanische SSR) ist eine aserbaidschanische Komponistin, Pianistin und Sängerin, die gelegentlich auch als Princess of Jazz apostrophiert wird. Die von Mustafa Zadeh entwickelte musikalische Stilrichtung ist eine Mischung aus Jazz, Scat-Gesang, Elementen der klassischen Klaviermusik und traditioneller aserbaidschanischer Improvisationsmusik (Mugam).

## Leben
Aziza Mustafa Zadeh stammt aus einer Musikerfamilie. Ihr Vater, Vaqif Mustafazadə, war Pianist und Komponist und ein führender Vertreter des Mugam Jazz in Aserbaidschan. Er starb überraschend am 16. Dezember 1979 im Alter von 39 Jahren während eines Bühnenauftritts, kurz vor Azizas zehntem Geburtstag. Ihre Mutter, Eliza Mustafazadə (geb. Elsa oder Eliza Khanom), ist eine klassisch ausgebildete Sängerin, die ihren Ehemann auf der Bühne und bei Studioaufnahmen begleitete und heute als Azizas Managerin tätig ist.
Aziza Mustafa Zadeh trat bereits als kleines Kind öffentlich auf und begleitete ihren Vater. Sie erhielt eine klassische musikalische Ausbildung am Konservatorium Baku und nahm klassischen Klavierunterricht. Bereits früh entwickelte sie ein ausgeprägtes Improvisationstalent und eine positive Beziehung zum Jazz.
Ihren Scat-Gesang beschreibt sie als Begleitung zu ihren Jazz-Kompositionen: It's just another extension of my intensity when I play. It's characteristic of me. I really don't know of any Azeri tradition that uses it.
Aziza Mustafa Zadeh wohnt seit 1989 in Mainz, bei ihrer Mutter Elza Mustafa Zadeh, die auch ihre Managerin ist. Ihre zwei liebsten Freizeitbeschäftigungen sind Malen und Schlafen. Sie ist Vegetarierin, gläubig, ohne einer Religion anzugehören, und respektiert jede Religion.

## Karriere
1988, im Alter von 18 Jahren, gewann Aziza mit ihrem Mugam-beeinflussten Stil zusammen mit dem Amerikaner Matt Cooper den dritten Platz beim Thelonious-Monk-Klavierwettbewerb in Washington, D.C. 1994 erhielt sie den Preis der deutschen Phonoakademie sowie den Echo Prize von Sony.
1991 nahm Aziza ihr erstes Soloalbum mit dem Titel Aziza Mustafa Zadeh auf. Sie etablierte sich als Musikerin mit einer ungewöhnlichen Stimme, die sowohl ihre Wurzeln als auch ihre Meisterschaft in der klassischen Musik und im Jazz widerspiegelt.
1993 spielte sie Always im Trio mit dem Bassisten John Patitucci und dem Schlagzeuger Dave Weckl ein. Viele Kindheitserinnerungen finden sich in diesem Album, mit dem sie einen ECHO, den Preis der Deutschen Phono-Akademie, gewann.
1995 nahm sie mit mehreren international bekannten Jazzmusikern Dance Of Fire auf. Auf diesem Album wird sie von dem Gitarristen Al Di Meola, den Bassisten Stanley Clarke und Kai Eckhardt, dem Schlagzeuger Omar Hakim und dem Saxophonisten Bill Evans begleitet. Es folgte das Album Seventh Truth (1996).
Aziza besuchte im Juni 2007, anlässlich des Jazzfestivals in Baku, Aserbaidschan, wo sie in einem eigenen Konzert im  Aserbaidschanischen Staatlichen Akademischem Opern- und Balletthaus auftrat und den Hauptact im Freilufttheater Green Theater spielte.
Sie trat 2002 bei der Internationalen Jazzwoche Burghausen auf. Mit Ralf Cetto (Bass) und Simon Zimbardo (Schlagzeug) gründete sie 2008 das Aziza Mustafa Zadeh Trio, mit dem sie seither konzertiert. Das Trio trat 2008 an ihrem Geburtstag in ihrer Heimatstadt Baku zum ersten Mal auf. Es folgten weitere Auftritte in Deutschland und anderen europäischen Ländern, unter anderem beim Jazzfestival Montreux (2009), den Leverkusener Jazztagen (2010), beim Antalya Piano Festival (2009 und 2013) und anderen.

## Diskografie
- 1991: Aziza Mustafa Zadeh (Sony Music)
- 1993: Always (Sony Music) – mit John Patitucci (Bass) und Dave Weckl (Schlagzeug), erhielt den ECHO des Deutschen Phonoverbands
- 1995: Dance Of Fire (Sony Music) – mit Al Di Meola (Gitarre), Stanley Clarke (Bass), Omar Hakim (Schlagzeug; ehem. Weather Report), Bill Evans (Saxophon) u. a. (DE: Gold (German Jazz Award))[5]
- 1996: Seventh Truth (Sony Music, DE: Gold (German Jazz Award))
- 1997: Jazziza (Sony Music) – enthält neben eigenen Kompositionen zahlreiche Jazz-Standards wie My Funny Valentine und Dave Brubecks Take Five
- 2000: Inspiration – Colors & Reflections (Columbia/Sony) – mit Bill Evans (Saxophon), Torsten de Winkel (Gitarre), Kai Eckhardt (Bass) u. a.
- 2002: Shamans (Decca Records)
- 2006: Contrasts (Jazziza Records)
- 2007: Contrasts II – OperaJazz (Jazziza Records)
- 2020: Generations (Jazziza Records) – mit Ralf Cetto (Bass) und Simon Zimbardo (Schlagzeug)

## Film
- „Princess of Jazz“. Die Sängerin und Pianistin Aziza Mustafa-Zadeh. Dokumentarfilm, Deutschland, 2010, 42:30 Min., Buch und Regie: Alexander C. Stenzel, Produktion: Hessischer Rundfunk, arte, Erstsendung: 27. Februar 2011 bei hr-fernsehen, Inhaltsangabe von ARD.